# Roberta Gambarini
Roberta Gambarini (Turijn, 1972) is een Italiaanse jazzzangeres.

## Biografie
Roberta Gambarini werd door haar vader, een amateur-saxofonist, al vroeg vertrouwd gemaakt met de jazz. Ze begon vervolgens met piano en klarinet, nam klassieke zangles in Rome en had op 17-jarige leeftijd haar debuut als zangeres in jazzclubs. Op 18-jarige leeftijd verhuisde ze naar Milaan om professioneel te gaan werken als jazzzangeres (voor een academische opleiding aan het Berklee College of Music had ze niet de middelen). Een jaar later won ze de derde plaats in het nationale radio-zangconcours en begon ze in clubs en tijdens festivals in heel Italië op te treden. Haar eerste opnamen maakte ze in 1986. Midden jaren 1990 onderwees ze drie jaar lang jazzzang aan de stedelijke jazzschool in Milaan. In 1997 ging ze met Emmanuel Bex op tournee in Italië.
In 1998 ging ze naar de Verenigde Staten met een studiebeurs (als 'artist in residence' voor twee jaar) van het New England Conservatory of Music in Boston en werd ze derde in het Thelonious Monk-zangconcours (achter Teri Thornton en Jane Monheit). Kort daarna verhuisde ze naar New York, waar ze met een repertoire van eigen teksten op muziek van Charles Mingus, Thelonious Monk, Eric Dolphy, Ornette Coleman wilde doorbreken. Sindsdien trad ze op tijdens internationale festivals als het North Sea Jazz Festival, de festivals van Toronto, Juan-les-Pins en Monterey. In 2004 toerde ze met de Dizzy Gillespie Bigband en in 2006 en 2007 met een eigen trio en het Hank Jones Trio. In 2004 verscheen haar album 16 Men and a Chick Swinger Singing met de bigband van de broer van Dean Pratt en Michael Pratt. In 2006 verscheen haar Amerikaans debuutalbum Easy to Love bij In + Out Records met o.a. James Moody, dat werd genomineerd voor een Grammy Award en in Japan de prijs van het Swing Journal kreeg voor het beste gezongen album van 2005. Contact met de jazztraditie zocht ze niet alleen in samenwerking met Hank Jones en James Moody, ze bezocht ook in 2000 Benny Carter in Los Angeles, op wiens tribute-concert ze zong tijdens het North Sea Jazz Festival.
Ze werkte o.a. met Roy Hargrove, Michael Brecker, Randy Brecker, Christian McBride, Herbie Hancock, Jimmy Heath, Toots Thielemans, Slide Hampton, Harold Land, Curtis Fuller, Johnny Griffin, Dave Brubeck, Jake Hanna, Sullivan Fortner, Ron Carter en de Dizzy Gillespie All Star Big Band.
In 2006 zong ze in de première van Dave Brubecks Cannery Row Suite tijdens het Monterey Jazz Festival. In 2007 kreeg ze de JJA Award als zangeres en in 2010 kreeg ze de Rising Star Award in de DownBeat critici poll.

## Discografie
- 2007: You Are There (Universal Music), Berlijn
- 2009: So in Love (Emarcy)
- 2011: Roberta Gambarini & Andrea Donati Under Italian Skies (Kind of Blue)
- 2015: Connecting Spirits: The Jimmy Heath Songbook. With the Heath Brothers Band (Groovin'High Records)